# Argyrodes mertoni
Argyrodes mertoni är en spindelart som beskrevs av Embrik Strand 1911. Argyrodes mertoni ingår i släktet Argyrodes och familjen klotspindlar. Inga underarter finns listade i Catalogue of Life.